# Giovanni Kessler
Giovanni Kessler (né le 11 juin 1956 à Trente) est un magistrat et une personnalité politique italienne.

## Biographie
Giovanni Kessler est élu au parlement en 2001 en tant que membre du Parti démocrate (Italie).
Après avoir présidé la province autonome de Trente de 2008 à 2011, il dirige à Bruxelles de 2010 à 2017 l'Office européen de lutte antifraude, un office autonome de la Commission européenne chargé de protéger les intérêts financiers de l'Union, en luttant contre les fraudes touchant son budget et en poursuivant la corruption dans toutes les institutions européennes.
En 2023, Kessler est condamné à 14 mois de prison avec sursis pour une écoute illégale visant à incriminer l'ancien commissaire européen à la Santé John Dalli,. Le film Une affaire de principe sorti en 2024 (et adaptation du livre de 2024 Hold-up à Bruxelles) le met en scène, concernant cette affaire de limogeage controversé datant de 2012. 
Il a ensuite été directeur général des douanes italiennes (it) de 2017 à 2018, puis conseiller sur la fraude auprès de la Commission européenne, et dirigeant de  l'ASBL EUcraina.